# گارفقیر
گارفقیر، روستایی در دهستان باهوکلات بخش باهوکلات شهرستان دشتیاری در استان سیستان و بلوچستان ایران است.

## ویژگی‌ها
این روستا خود به سه قسمت تقسیم شده‌است که عبارتند از:
- بندسر
- بج بازار
- سمات بازار (کلات بازار)

مردم این روستا اغلب کشاورز هستند و جوانان این روستا هم به کار گازوییل کشی و در شرکت های کشاورزی اطراف منطقه باهوکلات(ماهان) و تعدادی هم در بازار تجاری نوبندیان مشغول به کار هستند.
سطح سواد روستا هم به همت خود جوانان رو به بهبودی هست.
نام این روستا برگرفته از رودخانه ای که از داخل روستا میگذرد و به دریا میریزد و فقیری (درویش) که در سالهای دور در کنار همین رودخانه زندگی میکرده و مقبره اش (زیارتگاه) هم در کنار همین رودخانه قرار دارد.(گاڑ )یک لفظ جدگالی هست به معنی رودخانه .
روستای گارفقیر از شمال با سیرجا، از غرب با دک، از شرق با کانال هندوانه و از جنوب با دَرّه دُردپ و کوه‌های سر به فلک کشیده گَنجِک وصل است و رودخانه ای به نام کهن کور از وسط روستا رد شده و به طرف دریا می‌رود که مزرعه و زمین‌های حاشیه روستا با همین رودخانه تأمین می‌شوند.
روستا دارای دو منبع خاکی یا به زبان محلی هوتگ هست که آب باران را برای مدتی در خود جای می‌دهد و شرایط مردم را برای آبگیری آسان می‌کند. در این روستا قوم و قبایل زیادی با هم زندگی می‌کنند که شامل هوت، کلمتی، گرگیج، جدگال، صابرو، جت، نوکر، بردیگ، درزادگ و دمکی و دان‌جا هستند.
همچنان این روستا دارای دو مسجد و یک زیارتگاه بزرگ است که مردم برای زیارت به اینجا می‌آیند و نام روستا هم برگرفته از نام همین زیارت است.
نزدیکترین شهر یا شهرک به روستا هم نوبندیان نام دارد که مردم روستا مایحتاج خودرا اغلب از همین بازار تامین میکنند.

## جمعیت
بر پایه سرشماری عمومی نفوس و مسکن در سال ۱۳۹۵، جمعیت این روستا برابر با ۵۷۲ نفر (۱۱۹ خانوار) بوده‌است.